# Мартьель
Мартье́ль (фр. Martiel, окс. Marcièl) — коммуна во Франции, находится в регионе Окситания. Департамент — Аверон. Входит в состав кантона Вильфранш-де-Руэрг. Округ коммуны — Вильфранш-де-Руэрг.
Код INSEE коммуны — 12140.
Коммуна расположена приблизительно в 500 км к югу от Парижа, в 95 км северо-восточнее Тулузы, в 55 км к западу от Родеза.

## Население
Население коммуны на 2008 год составляло 903 человека.
| 1968 | 1975 | 1982 | 1990 | 1999 | 2008 |
| ---- | ---- | ---- | ---- | ---- | ---- |
| 677  | 635  | 706  | 798  | 823  | 903  |

## Экономика
В 2007 году среди 570 человек в трудоспособном возрасте (15—64 лет) 450 были экономически активными, 120 — неактивными (показатель активности — 78,9 %, в 1999 году было 69,8 %). Из 450 активных работали 427 человек (230 мужчин и 197 женщин), безработных было 23 (10 мужчин и 13 женщин). Среди 120 неактивных 31 человек были учениками или студентами, 56 — пенсионерами, 33 были неактивными по другим причинам.

## Достопримечательности
- Бывший монастырь Лок-Дьё (XII век). Памятник истории с 1989 года[3]
- Башня тамплиеров (XIII век)
- 55 дольменов, три из которых являются памятниками истории[4][5][6]

## Фотогалерея

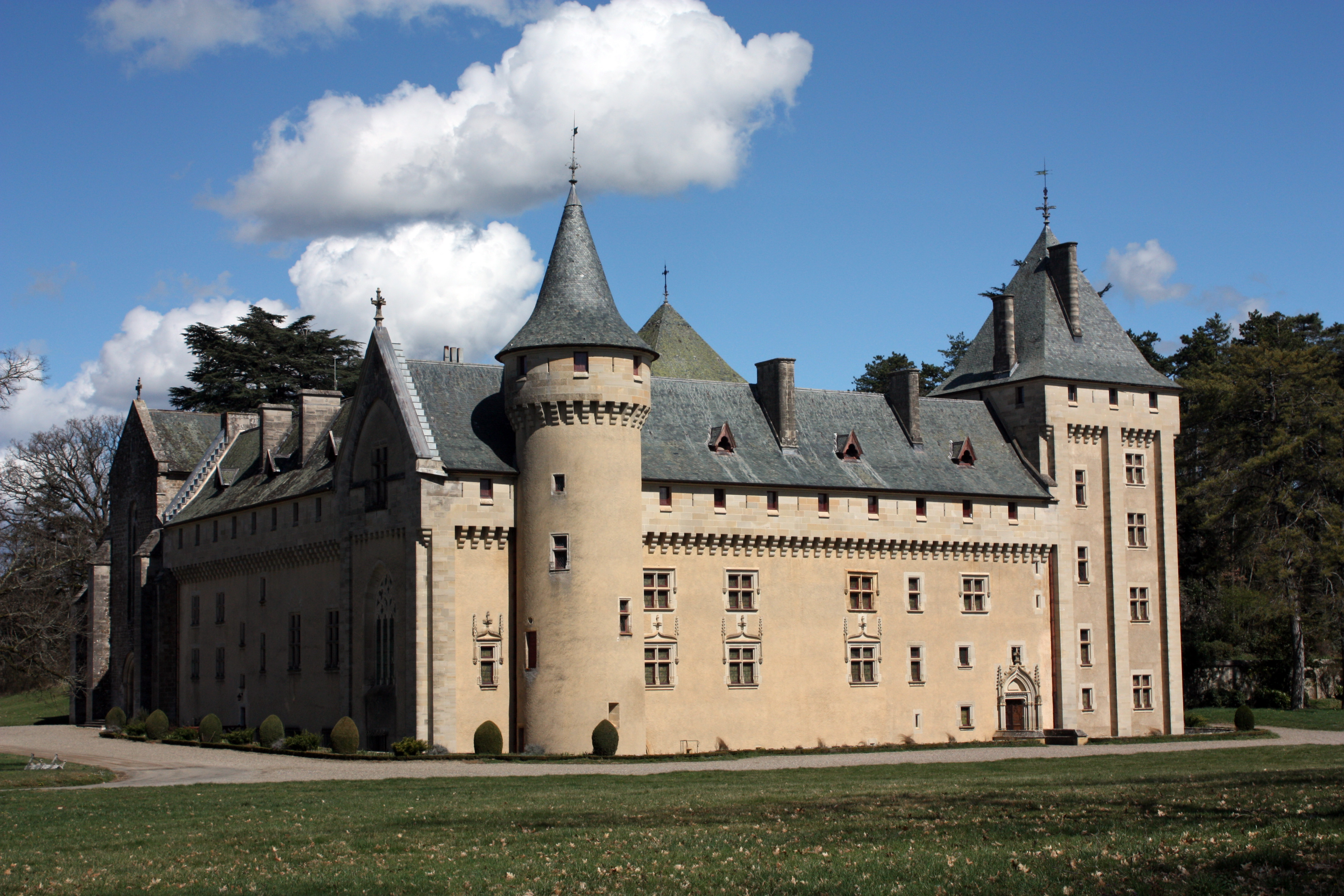
Монастырь Лок-Дьё
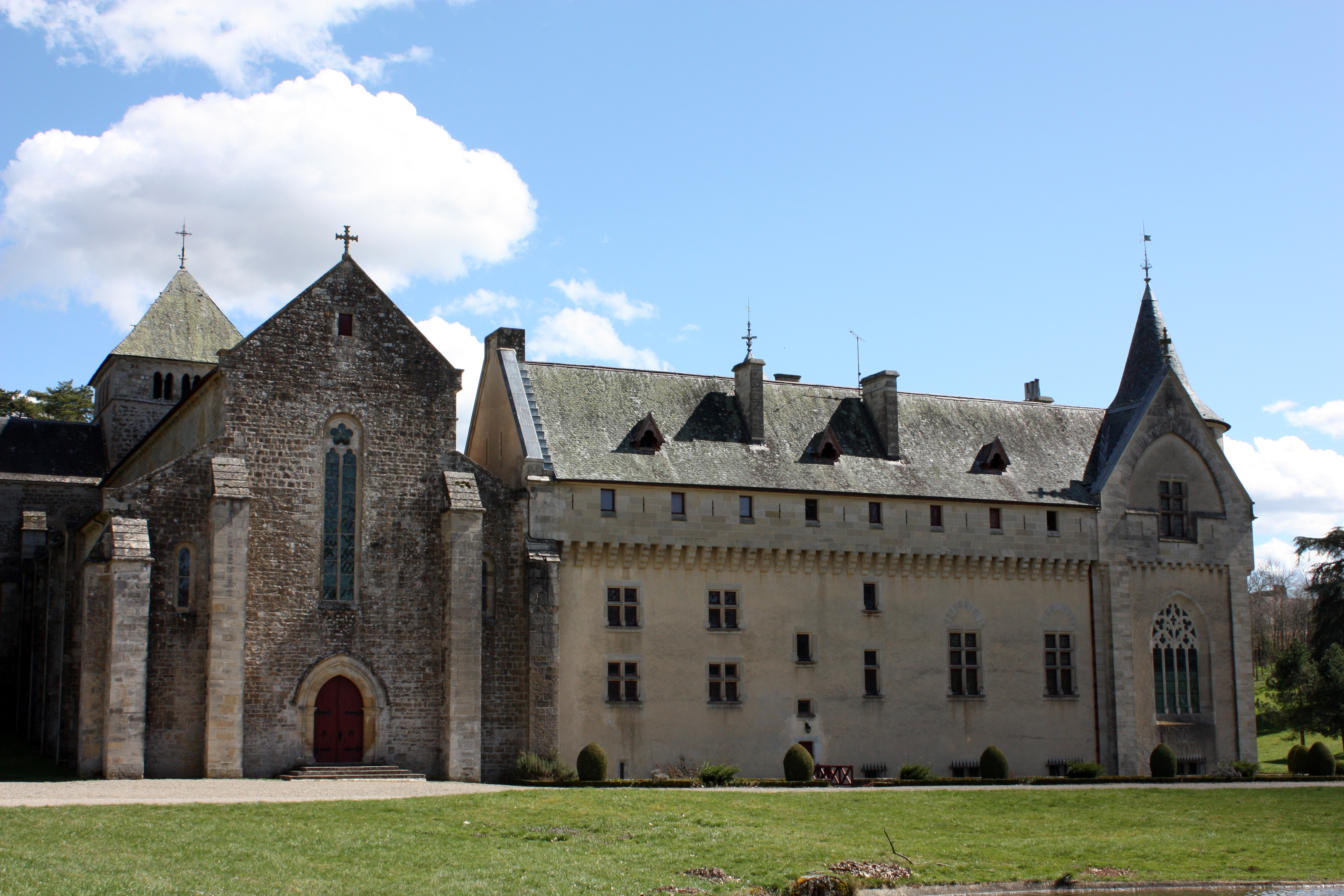
Монастырь Лок-Дьё
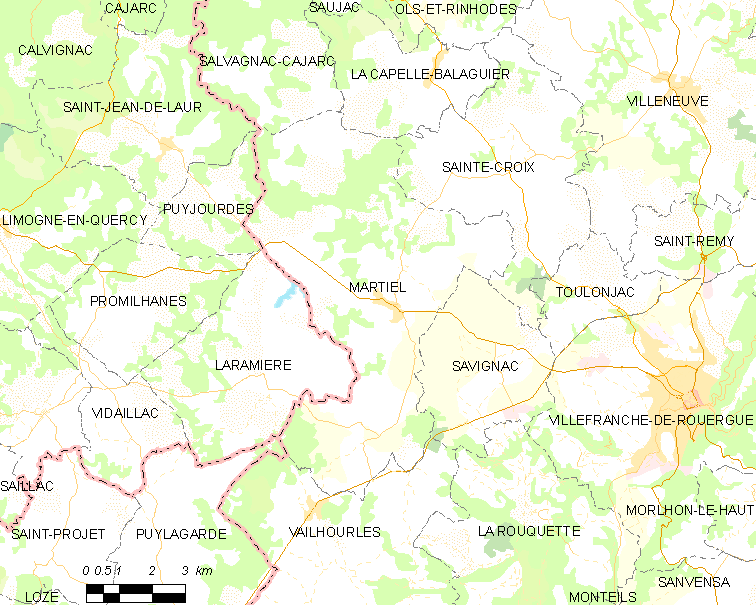
Карта коммуны